# Megapyga eximia
Megapyga eximia es una especie de insecto coleóptero de la familia Chrysomelidae.
Fue descrita científicamente en 1850 por Carl Henrik Boheman.